# Път с предимство
„Път с предимство“ (на английски: Due Date) е американска черна комедия от 2010 година на режисьора Тод Филипс, по сценарий на Алън Р. Коен, Алън Фрийдланд и Адам Штикел. Във филма участват Робърт Дауни Джуниър, Зак Галифианакис, Мишел Монахан, Джулиет Люис и Джейми Фокс и други.

## Актьорски състав
| Роля                              | Изпълнител           |
| --------------------------------- | -------------------- |
| Питър Хайман                      | Робърт Дауни Джуниър |
| Итън Трембли                      | Зак Галифианакис     |
| Сара Хайман                       | Мишел Монахан        |
| Хайди                             | Джулиет Люис         |
| Дарил Джонсън                     | Джейми Фокс          |
| Агент на TSA                      | Мат Уолш             |
| Лони, служителка на Уестърн Юниън | Дани МакБрайд        |
| Бари                              | Тод Филипс           |
| Майката на Сара                   | Мими Кенеди          |
| Новият баща                       | Кийгън Майкъл-Кий    |
| Доктор Грийн                      | Арън Лустиг          |
| Федерален агент                   | Марко Родригес       |